# Emiel De Pauw
Emiel De Pauw (Ursel, 26 juli 1879 - Aalter, 1 mei 1961) was een CVP-politicus actief in de Belgische gemeente Aalter.
Hij werd geboren op de Urselse wijk Onderdale in het landbouwersgezin van Jan-Baptiste De Pauw (1846-1928) en Maria Theresia De Rycke (1851-1926), zij was de dochter van de Zomergemse burgemeester Pieter-Jan De Rijcke. Emiel De Pauw was de tweede oudste van negen kinderen, van wie er drie priester werden. Hij werd doctor in de geneeskunde en ging zich vestigen in Aalter waar hij meer dan 50 jaar het beroep van geneesheer uitoefende. Hij werd een eerste maal verkozen als raadslid in de gemeenteraad in 1932.
Na de Tweede Wereldoorlog werd Emiel De Pauw als compromisfiguur en als oudste gemeenteraadslid aangesteld tot dienstdoend burgemeester. In 1946 won de CVP nipt de verkiezingen en zijn kopman Emiel De Pauw werd opnieuw burgemeester in de periode van wederopbouw en relance eigen aan de oorlog. Waar men ook stilaan geconfronteerd werd met nieuwe fenomenen zoals de opkomst van het individueel vervoer, het bezitten van een eigen huis en de uitbouw van de scholen. Vanaf 1953 zetelde hij als raadslid.